# Llamas de la Ribera
Llamas de la Ribera – gmina w Hiszpanii, w prowincji León, w Kastylii i León, o powierzchni 59,88 km². W 2011 roku gmina liczyła 963 mieszkańców.